# Sebastián Torrico
Sebastián Alberto Torrico (Mendoza, 22 febbraio 1980) è un ex calciatore argentino, di ruolo portiere.

## Palmarès

### Club
- Campionato argentino di seconda divisione: 1

Godoy Cruz: 2005
- Campionato argentino: 1

San Lorenzo: 2013 Inicial
- Coppa Libertadores: 1

San Lorenzo: 2014